# Banquete na Casa de Levi (Veronese)
Banquete na Casa de Levi (em italiano:  Cena a Casa di Levi) é uma pintura a óleo sobre tela do pintor italiano Paolo Veronese de 1573 e que se encontra actualmente na Gallerie dell'Accademia, Veneza.
Trata-se de uma das maiores pinturas a óleo sobre tela do século XVI medindo 555 cm × 1 280 cm (18 pé × 42 pé), tendo sido destinada para a parede do fundo do refeitório da Basílica de São João e São Paulo, um mosteiro Dominicano, como Última Ceia, para substituir uma obra anterior de Ticiano que foi destruida no incêndio de 1571.
No entanto, a pintura levou a que fosse instaurado um inquérito a Veronese pela Inquisição romana. Veronese foi chamado a responder por irreverência e falta de decoro, tendo sido mencionada a acusação grave de heresia. Foi obrigado a explicar a razão da pintura conter "palhaços, alemães bêbados, anões e outros impropérios que tais", bem como vestimentas e posições extravagantes, no que era realmente uma versão fantasista de uma festa aristocrática veneziana. Avisaram Veronese de que deveria alterar a pintura no prazo de três meses; em vez disso, ele simplesmente mudou o título da obra para Banquete na Casa de Levi, que sendo referida nos Evangelhos tratava-se de um episódio doutrinariamente muito menos importante do que a Última Ceia, e em que especificamente se refere que tinham estado presentes "pecadores". Depois disso, o processo acusatório contra Veronese findou.

## Descrição

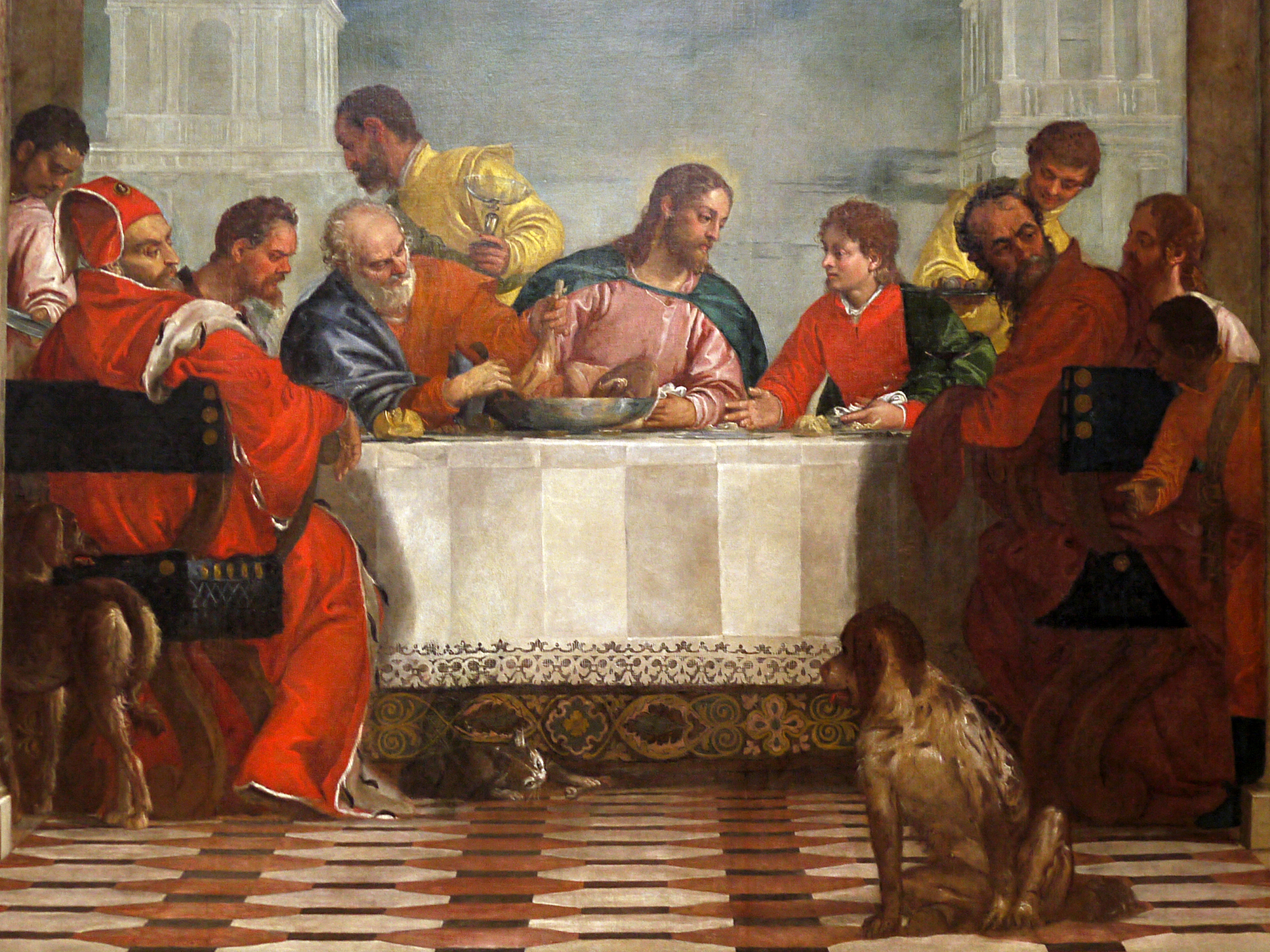
Detalheː Cristo ladeado pelos santos Pedro e João, sendo Judas a figura inquieta vestida de vermelho. Vídeo sobre esta obra de Veronese pela Smarthistory da Khan Academyː

A pintura representa um banquete em que a figura central é a de Cristo e em que as pessoas ao seu redor interagem num turbulento esplendor policromático numa variada gama de posições e poses. O banquete está enquadrado pelos grandes pilares e arcos de um pórtico e de escadarias laterais.
O título revisto da obra refere-se ao episódio narrado no Evangelho de Lucas, capítulo 5, em que Jesus é convidado para um banquete:
E Levi deu ele próprio um grande banquete na sua casa; e havia um grande ajuntamento de cobradores de impostos e de outros que estavam com eles. Mas os escribas e fariseus murmuravam para os seus discípulos, dizendo: "Por que razão havemos de comer e beber com cobradores de impostos e pecadores?" E Jesus, respondendo, disse-lhes: "Não são os homens de boa saúde que necessitam de médico, mas sim os enfermos.
Não vim chamar à conversão os justos, mas sim os pecadores".
Como outras pinturas de banquetes de Veronese, o Banquete na Casa de Levi é uma mise en scene cuidadosamente composta, que situa um episódio religioso sério num contexto moderno. Embora a obra tenha recebido outro nome, a sua nova identidade - uma ceia em que Cristo se senta com pecadores - encaixa-se perfeitamente na decadência e sumptuoso materialismo em exibição. E isso permite a Veronese mostrar a sua paleta de cores luminosas renascentista, de modo a dar vida às formas monumentais do Alto Renascimento. Embora a composição esteja repleta de simbolismo, pressente-se que o seu principal foco era mostrar a pompa e grandiosidade da República de Veneza. Curiosamente, o único efeito duradouro da crítica da Inquisição foi criar uma enorme procura para o trabalho de Veronese.
Para Martin Gayford, esta foi uma das suas maiores obras-primas: uma visão magnífica e panorâmica de uma festa da Renascença, repleta de figuras estranhas de garçons, artistas, espectadores e até de um cão tipicamente esplêndido, tudo enquadrado numa vista de arquitetura clássica à maneira de Palladio. É difícil negar que a cena bíblica real é sumergida por este hipnótico ambiente mundano. O quadro central parece um pretexto para pintar um leque variado da vida contemporânea.

## Contexto
O facto mais significativo para a interrogatório de Veronese foi a instável situação política na primavera e verão de 1573. Veneza era aliada do Papado e doutras potências Cristãs na guerra contra o Império Otomano há vários anos, mas em Março de 1573 os Venezianos decidiram negociar separadamente a paz com o Sultão Otomano de forma a por termo às suas enormes perdas, tendo assinado um tratado secreto. Apenas duas semanas antes de Veronese ter acabado o Banquete na Casa de Levi, o Papa Gregório XIII teve conhecimento da traição veneziana. O estado veneziano desenvolveu todos os esforços para assegurar ao Papa a sua vinculação à ortodoxia católica e a Inquisição Veneziana, que era autónoma e constituída por alguns clérigos mas que era dominada politicamente por nobres venezianos poderosos, quiseram naquele espetáculo privado do Inquérito a Veronese demonstrar a sua vigilância contra a “heresia”. 

## Interrogatório pela Inquisição

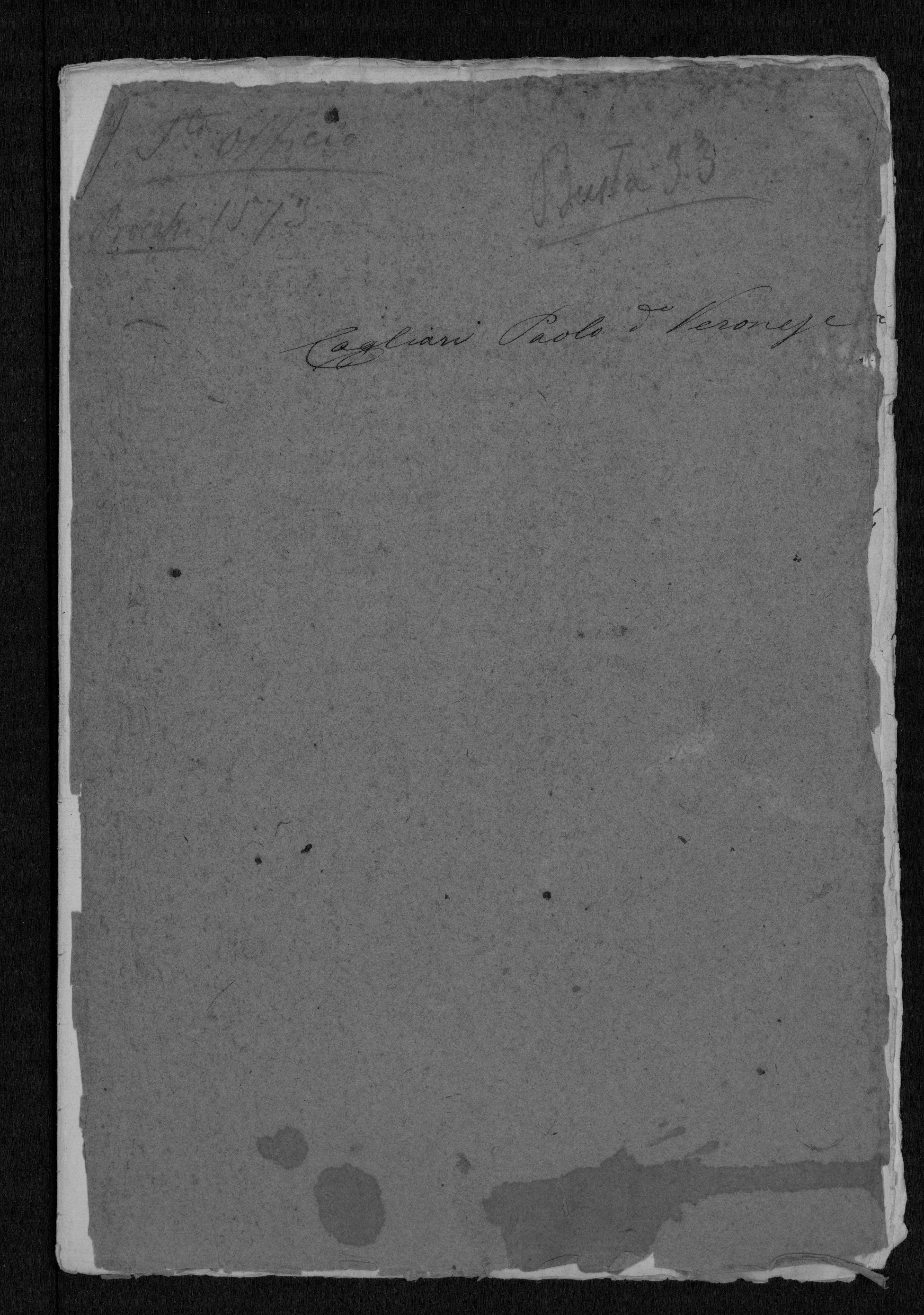
Capa do manuscrito do interrogatório pela Inquisição de Galliari, Paolo Veronese (Julho de 1573)

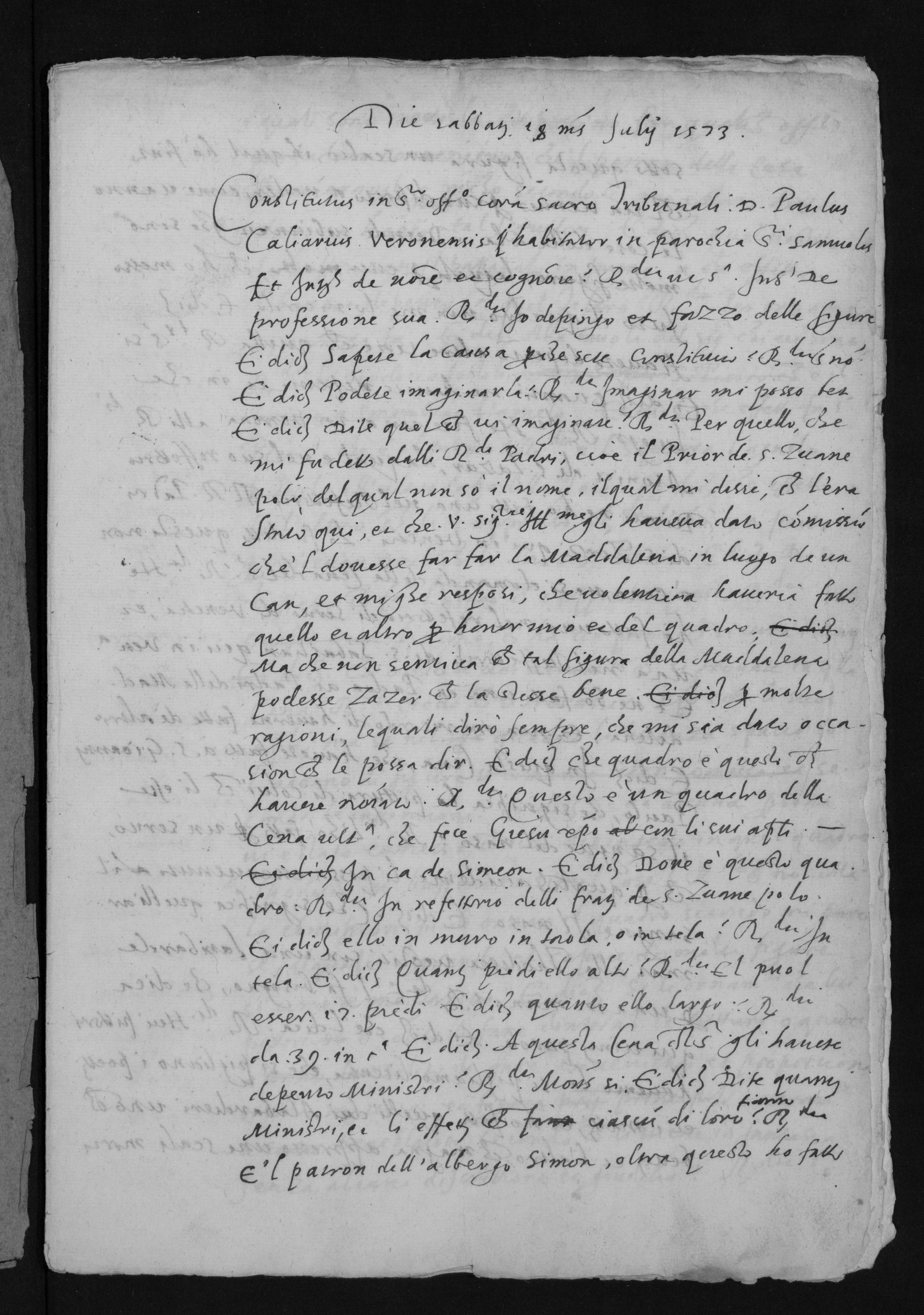
Manuscrito do interrogatório pela Inquisição de Galliari, Paolo Veronese (Julho de 1573), página 1/5.

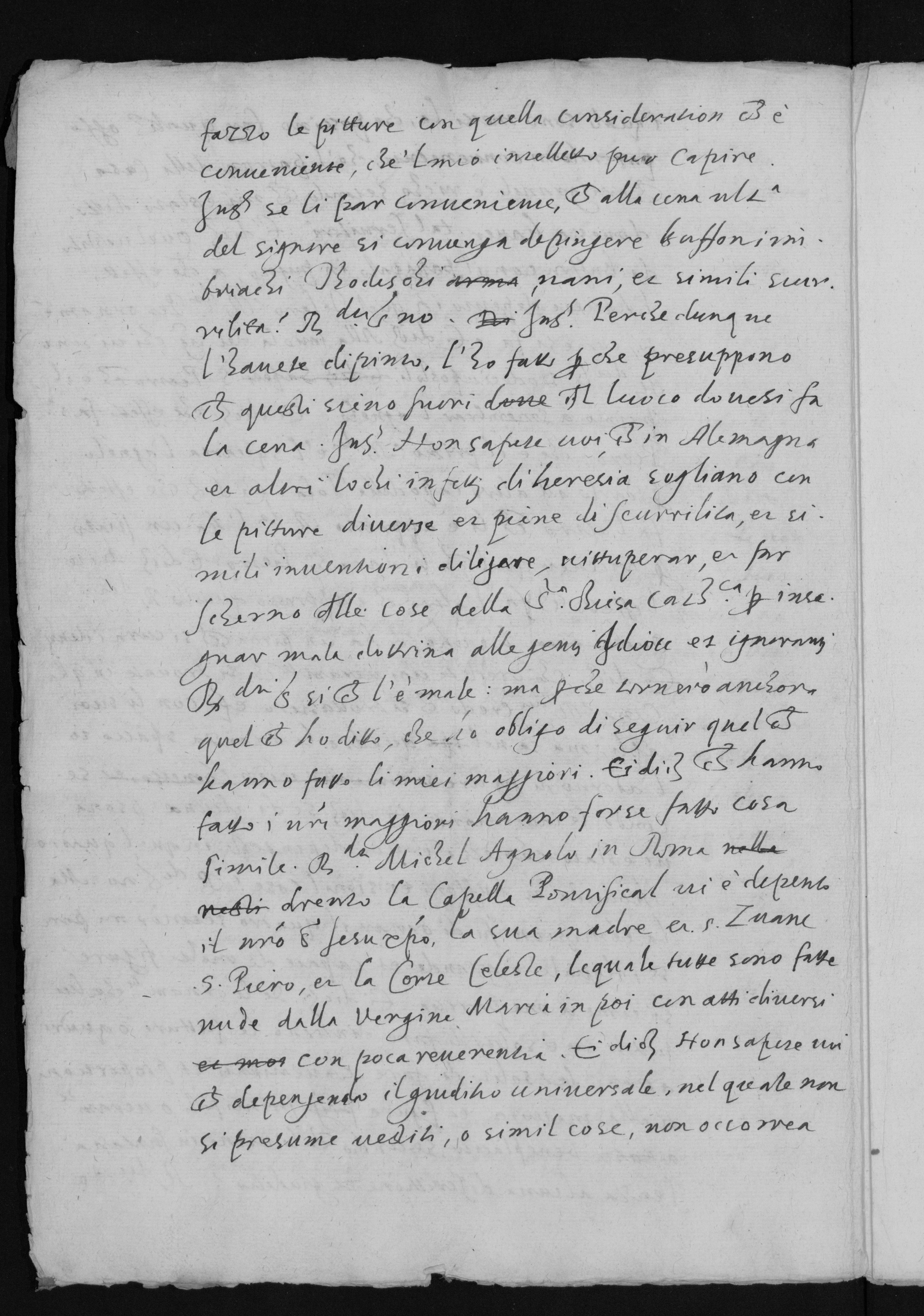
Manuscrito do interrogatório pela Inquisição de Galliari, Paolo Veronese (Julho de 1573), página 4/5.

Em Veneza, um tribunal eclesiástico da Inquisição interrogou Paolo Veronese acerca do conteúdo temático e teológico da pintura Banquete na Casa de Levi (1573), nos seguintes termos:
“Neste dia, 18 de Julho de 1573. Chamado ao Santo Ofício perante o tribunal sagrado, Paolo Galliari Veronese, residente na paróquia de São Samuel, e tendo-lhe sido perguntado o seu nome e apelido respondeu como se disse.

Tendo sido perguntado qual a sua profissão:

Resposta. Eu pinto e desenho figuras.

Pergunta. Sabe as razões porque foi aqui chamado?

R. Não.

P. Pode imaginar quais podem ter sido essas razões?

R. Posso imaginar.

P. Diga o que pensa sobre elas.

R. Imagino que diz respeito ao que me foi dito pelos reverendos padres, ou melhor, pelo prior do mosteiro de São João e São Paulo, cujo nome não sei, mas que me informou que tinha estado aqui, e que a sua Muito Ilustre Senhoria lhe tinha ordenado para fazer com que no quadro fosse colocada uma Madalena em vez do cão; e eu respondi-lhe que muito facilmente faria tudo o que fosse necessário para a minha reputação e pela honra da pintura; mas que não entendia o que esta figura da Madalena poderia estar a fazer ali; e isto, por muitas razões, que expressarei, quando me for concedida a oportunidade de falar.

P. Qual é a pintura a que se está a referir?

R. É a pintura que representa a Última Ceia de Jesus Cristo com os Seus discípulos na casa de Simão.

P. Onde está essa pintura?

R. No refeitório dos monges de São João e São Paulo.

P. Está pintada em fresco, ou em madeira ou em tela?

R. Está em tela.

P. Quanto mede de altura?

R. Mede 555 cm.

P. E de largura?

R. Cerca de 12,8 metros.

P. Quantas pessoas estão representadas? E o que está cada uma a fazer? 

R. Primeiro, há o estalajadeiro, Simão; depois, abaixo dele, a figura de um escudeiro que suponho deveria ter chegado lá para seu prazer, para ver como o serviço da mesa está tratado. Há muitas outras figuras que não me lembro, no entanto, dado que passou muito tempo desde que pintei esse quadro.

P. Além desta Última Ceia, já pintou outras?

R. Sim.

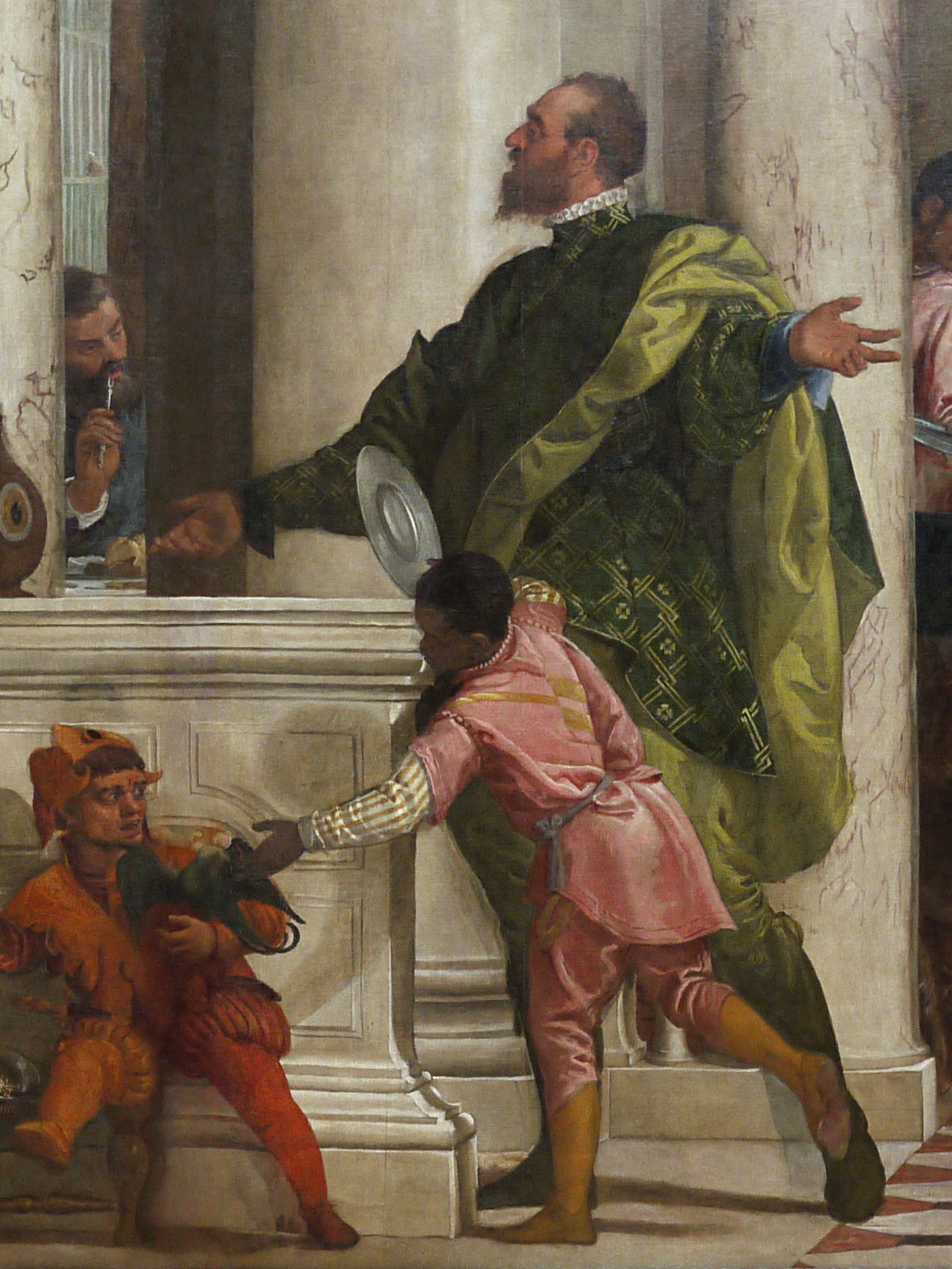
Detalhe

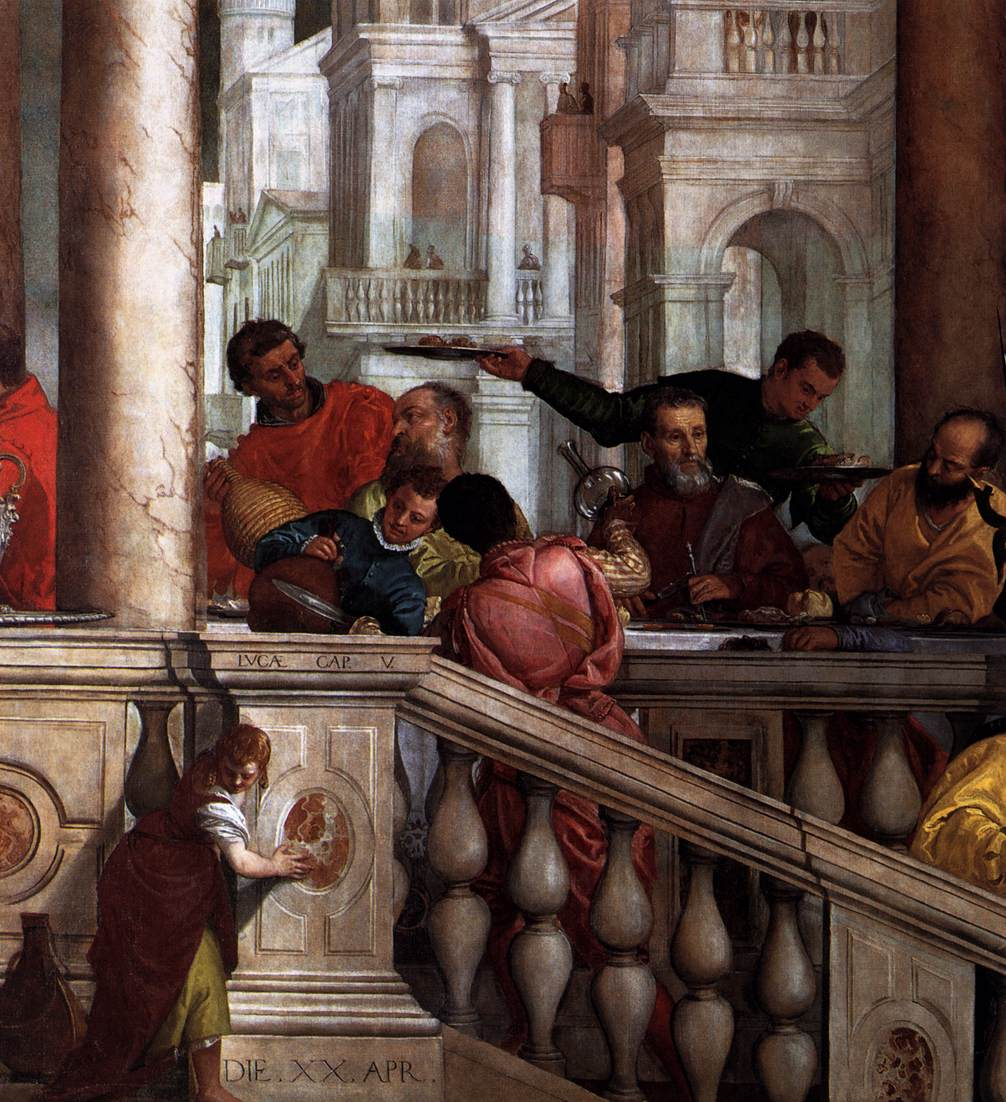
Detalhe

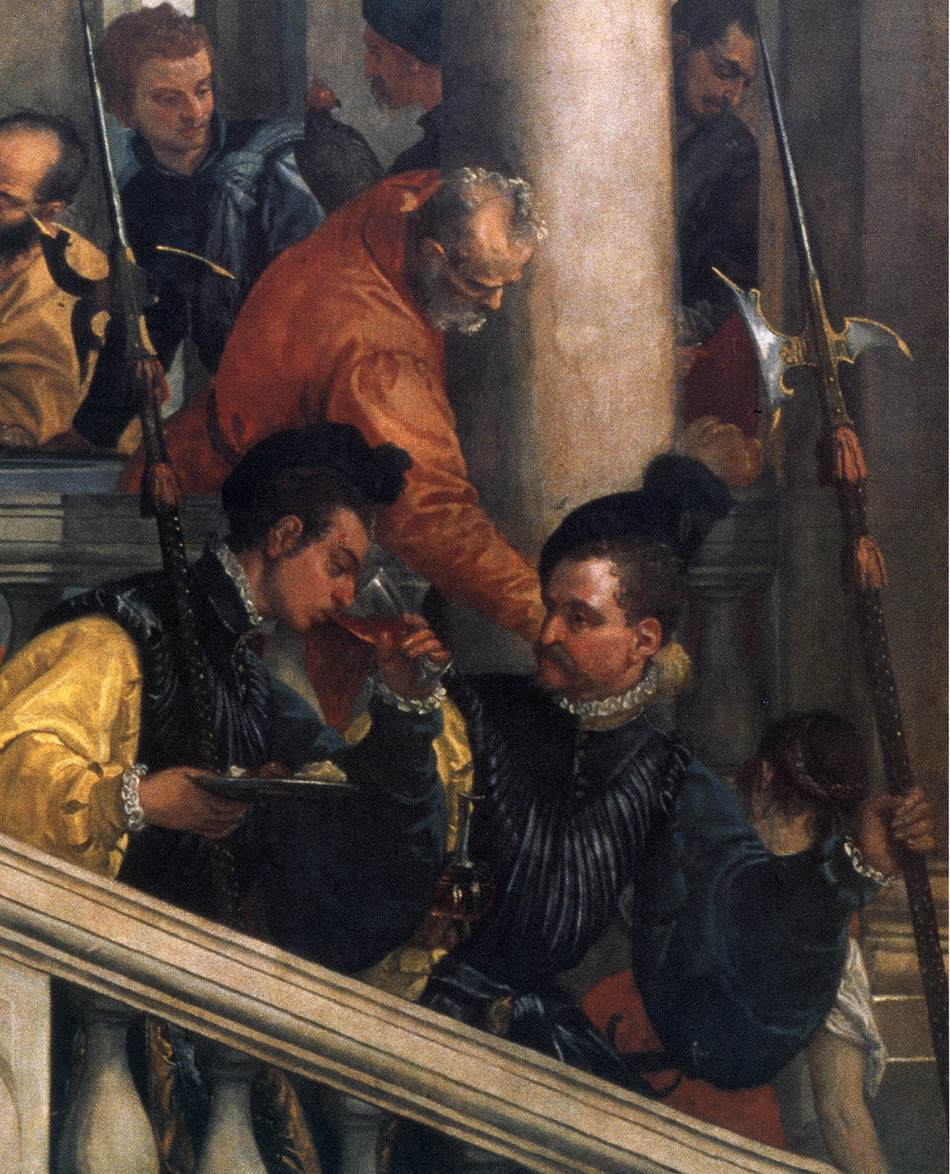
Detalhe

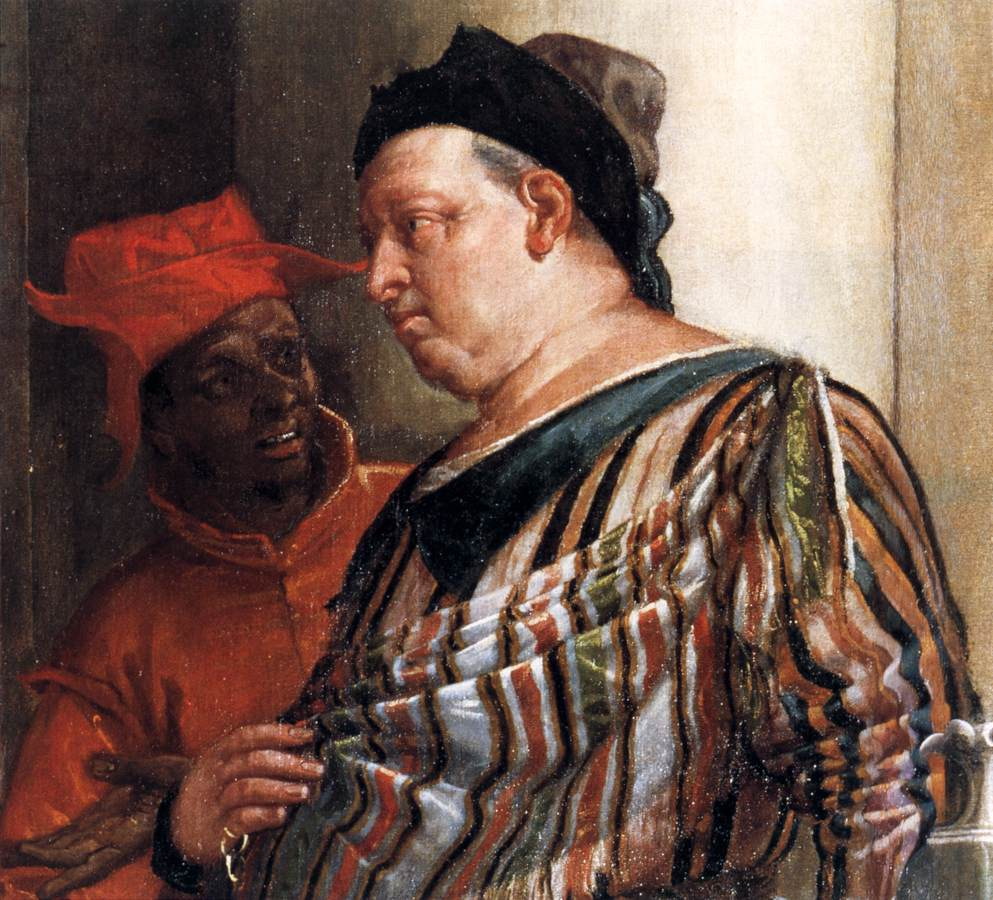
Detalhe

P. Quantas já pintou? Onde estão elas? 

R. Pintei uma em Verona para os reverendos monges de São Lázaro; está no refeitório deles. Outra está no refeitório dos reverendos irmãos de São Jorge aqui em Veneza.

P. Mas essa não é uma Última Ceia, e não é sequer chamada a Ceia do Nosso Senhor.

R. Pintei outra no refeitório de São Sebastião em Veneza, outra em Pádua para os Padres da Madalena. Não me lembro de ter feito qualquer outra.

P. Neste ceia que pintou em S. João e Paulo, o que significa a figura daquele cujo nariz está a sangrar?

R. Ele é um servo que tem uma hemorragia nasal de algum acidente.

P. O que significam os homens armados vestidos à moda da Alemanha, com alabardas nas mãos?

R. É necessário agora que eu diga algumas palavras.

P. Então fale.

R. Nós, os pintores, usamos da mesma liberdade dos poetas e loucos, e eu representei aqueles alabardeiros, um a beber, e o outro a comer no fundo da escada, mas ambos prontos para cumprir o seu dever, porque me pareceu adequado e possível que o senhor da casa, que me disseram que era rica e magnífica, teria tais servos.

P. E o que está vestido como um bobo com um papagaio no braço, por que o colocou em cena?

R. Ele está lá como um ornamento, porque é usual inserir tais figuras.

P. Quem são as pessoas que estão na mesa do Nosso Senhor?

R. Os doze apóstolos.

P. O que está São Pedro a fazer, quem é o primeiro?

R. Está a cortar o cordeiro, a fim de passar parte para a outra zona da mesa.

P. O que está a fazer o que se segue?

R. Segura um prato para ver o que São Pedro lhe irá dar.

P. Diga-nos o que o terceiro está a fazer.

R. Está a limpar os dentes com um garfo.

P. E quem são realmente as pessoas que admite tenham estado presentes nesta Ceia?

R. Acredito que estiveram apenas Cristo e os Seus Apóstolos; mas quando tenho algum espaço sobrante numa pintura eu adorno-o com figuras da minha própria imaginação.

P. Alguém lhe ordenou para pintar alemães, palhaços e outras figuras semelhantes nesta pintura?

R. Não, mas encomendaram-me para adornar-la como julgasse adequado; e é muito grande e pode conter muitas figuras.

P. Não devem os ornamentos que estava acostumado a pintar em quadros serem adequados e em relação direta com o assunto, ou são deixados à sua fantasia, quase sem critério ou razão?

R. Eu pinto os meus quadros com todas as considerações que são naturais à minha inteligência, e conforme a minha inteligência as entende.

P. Parece-lhe adequado, na Última Ceia de nosso Senhor, representar bufões, alemães bêbados, anões e outros tais absurdos?

R. Certamente que não.

P. Então porque o fez?

R. Fi-lo na suposição de que essas pessoas estavam fora da sala em que a ceia estava a ocorrer.

P. Não sabe que, na Alemanha e em outros países infestados por heresia, é habitual, por meio de imagens cheias de absurdos, difamar e ridicularizar as coisas da Santa Igreja Católica, a fim de ensinar doutrina falsa a pessoas ignorantes que não têm senso comum?

R. Concordo que é errado, mas repito o que já disse, que é meu dever seguir os exemplos que me foram dadas pelos meus mestres.

P. Bem, o que pintaram os seus mestres? Coisas desse tipo, talvez?

R. Em Roma, na capela do Papa, Michelangelo representou Nosso Senhor, Sua Mãe, S. João, S. Pedro e o tribunal celestial; e representou nus todos estes personagens, incluindo a Virgem Maria, e em várias atitudes não inspiradas no mais profundo sentimento religioso.

P. Não entende que na representação do Juízo Final, em que é um erro supor que são usadas roupas, não havia nenhuma razão para as pintar? Mas nessas figuras quais são as que não são inspiradas pelo Espírito Santo? Não há nem palhaços, cães, armas, nem os outros absurdos. Acha, portanto, que de acordo com este ou aquele ponto de vista, que fez bem ao pintar assim o seu quadro, e está na disposição de provar que é uma coisa boa e decente?

R. Não, meus muito Ilustres Senhores, não pretendo provar isso, mas não tinha pensado que estava a proceder erradamente. Nunca tinha tido tantas coisas em consideração. Estava longe de supor uma desordem tão grande, tanto mais quando tinha colocado esses palhaços fora da sala em que Nosso Senhor estava sentado.

Tendo sido ditas estas coisas, os juízes sentenciaram que o Paolo acima referido deve ser obrigado a corrigir a sua pintura no prazo de três meses a contar da data da admoestação, de acordo com as considerações e decisão do Tribunal Sagrado, e inteiramente à custa do referido Paolo.

Et ita decreverunt omni melius modo. [E assim decidiram pelo melhor].” 

## Leituras adicionais
- Norman Land, "Poetic License" em The Potted Tree: Essays in Venetian Art, Camden House, 1994, 57-70.